# 奇門遁甲
奇門遁甲（きもんとんこう）は、中国の占術。「式占」の一種である。「六壬式」「太乙式」と合わせて「三式」の一つであり、遁甲式（とんこうしき）とも呼ばれる。奇門遁甲の創始伝説によると黄帝が蚩尤と戦っていた時に天帝から授けられたとされる。奇門遁甲を解説した詩賦である煙波釣叟賦では周の呂尚や前漢の張良によって作盤方法の整理が行われたとされる。三国時代の蜀の諸葛亮なども用いたとされるが、これは稗史小説の域を出ない。紀昀の『閲微草堂筆記』によれば、奇門遁甲の真伝は単なる占術ではなく呪術の要素も含んでいたようである。
二十四節気や干支から算出される遁甲局数を基にして遁甲盤を作成して占う。このとき奇門遁甲用の式盤を使用することがある。遁甲盤の構成要素の一つである八門を重要視することから八門遁甲（はちもんとんこう）とも呼ばれる。
奇門遁甲について解説した最古の文献は、中国唐代に李筌によって編纂された張良の口訣を伝えるとされる『陰符経註』や、兵書の『神機制敵太白陰經』（以下、『太白陰経』）に付けられた『巻九遁甲』である。太白陰経の『巻九遁甲』では月将の名に『徴明』が見えるが、これは北宋の仁宗以前に使用されていたものである。また時刻の呼び方においても「夜半」「鶏鳴」といった十二時辰が採用されている。これらから『太白陰経遁甲巻』は、古い時代の記憶を伝えていると推測できる。また研究者の湯浅邦弘は、太白陰経の遁甲巻は李筌の合理主義と矛盾せず、執筆当初から存在しており後世の付加ではないとしている。

## 遁甲盤の構成要素

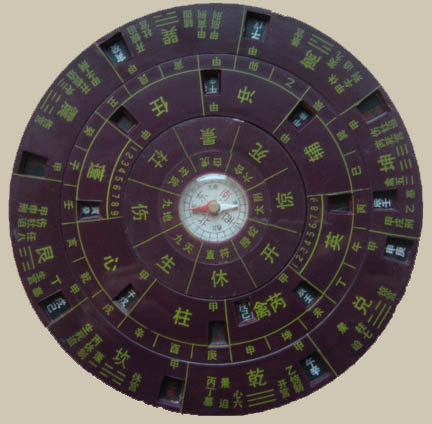
遁甲盤

以下の4種から構成される。
天干・地干
通常の十干と同じ文字で表記する。乙丙丁の三奇と戊己庚辛壬癸の六儀から構成され、時刻によって六儀の一つが甲尊に変化する。天干と地干の関係に吉凶象意がある。
八門
開門、休門、生門、傷門、杜門、景門、驚門、死門から構成される。通常、この順序に従って時計回りに配置される。それぞれに吉凶象意があって、開門、休門、生門が大吉で景門が中吉であり、傷門、杜門、驚門、死門が凶となる。吉凶で最重要視される。北宋の仁宗の勅命によって編纂された『景佑遁甲符応経』では、八門は八風から作られたとしており、黄帝内経霊枢の九宮八風篇との関連を推測させる。
九星
通常の九星とはことなり、天蓬、天芮、天冲、天輔、天禽、天心、天柱、天任、天英から構成される。どれも頭に天が付くので、日本の気学や九星術の九星である紫白九星と区別するために九天星や天蓬九星とも呼ばれる。
八神
天符、騰蛇、太陰、六合、勾陳、朱雀、九地、九天から構成される。勾陳のかわりに玄武、朱雀のかわりに白虎が使用されることがある。騰蛇、太陰、六合、勾陳、朱雀は名称から、六壬神課の十二天将に由来すると推測できる。
この4種の構成要素に、さらに日本の気学や九星術における紫白九星を九宮として付け加える流派も存在する。ただし一般的には水滸伝120回本の第76回のタイトルに『呉加亮四斗五方の旗を布（し）き、宋公明九宮八卦陣を排（つら）ぬ』とあるように、九宮とは八方位の坎宮（北）、艮宮（北東）、震宮（東）、巽宮（南東）、離宮（南）、坤宮（南西）、兌宮（西）、乾宮（北西）と中央の中宮の総称である。

## 中国における奇門遁甲
中国の奇門遁甲についての文献は、隋代の著作である『五行大義』に遁甲盤の要素の解説が出てくるものの、作盤方法を含めて全体的に解説されている文献として遡ることができるのは唐代までである。刊本ではあるが唐代の兵書である『神機制敵太白陰経』の奇門遁甲と、民国年代の版に基づき校訂された『四庫全書』収録の『遁甲演義』の奇門遁甲を比較すると、その違いは時盤のみか年月日時の四盤を備えているかくらいである。従って奇門遁甲は唐代にはほぼ時盤のみであるが、現代と同じ奇門遁甲があったと推測できる。ここでは『四庫全書』に収録されている『遁甲演義』を例に、中国での奇門遁甲理解の基礎となっている文献における奇門遁甲を解説する。『遁甲演義』については『中國方術外觀式法巻上下』を底本としたが、本書は簡体字で記述されているため、日本で一般的に使用されている文字に変更した。なお、標準的な遁甲書には『奇門遁甲全書』、『奇門遁甲統宗大全』等も存在する。

### 遁甲演義の章立て
- 遁甲演義巻一
  - 遁甲源流、年家奇門、月家奇門、日家奇門、時家奇門、煙波釣叟賦、八門九星逐時移宮訣、黄帝陰符經、奇門原始、遁甲神機賦、超接気置閏訣、超接引例、又引証、遁甲錯誤須検点
- 遁甲演義巻二
  - 天遁、地遁、人遁、飛鳥跌穴、青竜回首、玉女守門、三奇得使、神遁、鬼遁、風遁、雲遁、竜遁、虎遁、天三門地四戸、私地門、太沖天馬、三詐五假、亭亭白奸、三勝宮五不撃、青竜逃走、白虎猖狂、朱雀入江、騰蛇妖嬌、大隔、小隔並年隔月隔日隔時隔、刑隔、勃隔、熒入白、白入熒、伏干格、飛干格、伏宮格、飛宮格、六庚加宮六庚同宮格、三奇受制、五不遇、三奇入墓、六儀撃刑、伏吟格、返吟格、門迫、宮迫、天網四張格、地網即壬臨時干不贅、伏錯休囚
- 遁甲演義巻三
  - 九星所属、五行旺相休囚、九星旺相休囚、天輔之時、遁甲利客、遁甲利主、九星子時尅応、九星丑時尅応、九星寅時尅応、九星卯時尅応、九星辰時尅応、九星巳時尅応、九星午時尅応、九星未時尅応、九星申時尅応、九星酉時尅応、九星戌時尅応、九星亥時尅応、天乙直符吉凶神説、三奇喜怒、冬至陽遁時奇起例、夏至陰遁時奇起例、推九星分野吉凶、奇遁布局法、玉女反閉訣、右謹四方神訖，便従所求日辰上安置籌法、術曰、十二日図式、起初布陣安籌咒、凡欲遠行見貴上官赴任即出地戸左行入天門咒、凡欲出陣掩捕時即出天門右行入地戸乗玉女去咒、右禹罡咒訖、四縦五横于地、三奇咒、又伝三奇咒並附録
- 遁甲演義巻四
  - 陰陽二遁十八局図例、真人閉六戊法、六甲出行訣、真人歩斗法、出天門入地戸過太陰居青竜法、斗罡古本云月月常加戌時時見破軍、六甲陰符法、禁敵法、六甲所在神身、六丁符式

### 遁甲演義の特徴
巻一の章立てからわかるように、年月日時の四盤を備えており、時盤のみの煙波釣叟賦や太白陰経巻九の奇門遁甲とは異なっている。ただし日本で言われているような立向盤、坐山盤といったものはなく、年月日時それぞれ一盤のみであり、この点では煙波釣叟賦や太白陰経の奇門遁甲と同じである。
奇門遁甲の局数の体系は以下のようになっている。
- 年盤－陰局のみ、60年1局で、上元は陰一局、中元は陰四局、下元は陰七局
- 月盤－陰局のみ、60ヶ月1局で年盤と同じく、上元は陰一局、中元は陰四局、下元は陰七局
- 日盤－陰陽の両局があり、3日1局で金函玉鏡と同様である。
- 時盤－陰陽の両局があり、60時(5日)1局。超神接気の置閏法を採用しており、夏至や冬至に最も近い甲子、甲午、己卯、己酉日の子刻で陰局、陽局を切り替えると共に奇門遁甲の節気も切り替わる。奇門遁甲の節気は、冬至、夏至の後は機械的に15日毎に変化し、その順序は通常の二十四節気と同じになる。各節気の15日間は、5日毎に上中下元に分けられる。局数は以下のように割り振られる。
  - 冬至－上元陽一局、中元陽七局、下元陽四局
  - 小寒－上元陽二局、中元陽八局、下元陽五局
  - 大寒－上元陽三局、中元陽九局、下元陽六局
  - 立春－上元陽八局、中元陽五局、下元陽二局
  - 雨水－上元陽九局、中元陽六局、下元陽三局
  - 啓蟄－上元陽一局、中元陽七局、下元陽四局
  - 春分－上元陽三局、中元陽九局、下元陽六局
  - 清明－上元陽四局、中元陽一局、下元陽七局
  - 穀雨－上元陽五局、中元陽二局、下元陽八局
  - 立夏－上元陽四局、中元陽一局、下元陽七局
  - 小満－上元陽五局、中元陽二局、下元陽八局
  - 芒種－上元陽六局、中元陽三局、下元陽九局
  - 夏至－上元陰九局、中元陰三局、下元陰六局
  - 小暑－上元陰八局、中元陰二局、下元陰五局
  - 大暑－上元陰七局、中元陰一局、下元陰四局
  - 立秋－上元陰二局、中元陰五局、下元陰八局
  - 処暑－上元陰一局、中元陰四局、下元陰七局
  - 白露－上元陰九局、中元陰三局、下元陰六局
  - 秋分－上元陰七局、中元陰一局、下元陰四局
  - 寒露－上元陰六局、中元陰九局、下元陰三局
  - 霜降－上元陽五局、中元陰八局、下元陰二局
  - 立冬－上元陰六局、中元陰九局、下元陰三局
  - 小雪－上元陽五局、中元陰八局、下元陰二局
  - 大雪－上元陽四局、中元陰七局、下元陰一局

時盤の局数体系は煙波釣叟賦のそれと同じであり、置閏法の違いがあるにしても太白陰経のそれとも一致している。従って少なくとも遁甲演義の時盤は、中国の奇門遁甲理解において標準的な時盤と考えられる。
吉凶の判断方法は、いわゆる奇門四十格と同じような判断を行い、格に当てはまらない場合は八門の吉凶を中心に見るとしている。そして通常の奇門遁甲で凶となる場合には、天三門、地四戸、私地門、天馬太冲を見て、それでも凶の場合に、玉女反閉訣や真人閉六戊法の呪法を使用するとしている。

## 日本の奇門遁甲
西暦602年（推古10年10月）、百済の僧観勒が天文、遁甲、暦書を伝えたのが最初（『日本書紀』）の記録である。民間ベースではそれ以前にも色々な種類のものが伝来していた可能性がある。
隋の文帝のとき（581年-604年）行政上、軍事上の理由から発禁され、それにならい日本でも「養老令」（職制律、雑令）で禁じた（太一、遁甲）（制定718年、施行757年）。
戦国時代には、日本の風土に合わせて改変された奇門遁甲ないし八門遁甲が生み出された。これらは軍配者とよばれた軍師によって使用された。現代にも甲州流などの日本独自の奇門遁甲が伝わっており、作盤方法のいくつかは公開されている。近世、江戸時代には明代・清代の遁甲書が多数輸入されて研究の対象となった。
明治・大正時代になると、栗原信充著「遁甲提要」「遁甲儀」「遁甲譚」、多田鳴鳳著「八門遁甲秘録」、松浦琴鶴著「奇門秘録」、立川小兵衛著「遁甲奇門」、村田徽典「八門遁甲或問鈔」、犬山龍叟著「八門遁甲陰陽発秘」、柄澤照覺著「八門遁甲秘伝」、陽新堂主人著「八門遁甲天書」（四季の書）四巻・「孔明八陣出没変化之巻」等々が発刊された。
その後太平洋戦争後には、張耀文を掌門とする台湾透派の奇門遁甲が昭和35年以降、内藤文穏や、透派遁甲学会を興した松下文州、佐藤六龍を始めとして数名に伝えられた。その後、透派奇門遁甲自体も出版物、講習を通じて流布されるようになった。透派の奇門遁甲は以下の点で、中国で標準的な遁甲演義等の奇門遁甲とは異なっていた。（後述参照）
- 従来の奇門遁甲に基づく遁甲盤を『坐山盤』とよび、新たに『立向盤』とよぶ盤とそれを作成するための局数体系を作り出した。
- 紫白九星を九宮とよんで遁甲盤の要素に組み込んだ[7]。
- 構成要素である、天干、八門、九星、八神の配布において、洛書の魔方陣に従う飛盤と周囲八宮を回転させる活盤[8]が混在している。

透派奇門遁甲の伝授を日本で最初に受けた内藤文穏は、中村文聡の気学や透派奇門遁甲に加えて、玄空派風水等を取り入れながら、挨星法をベースとする独自の技術体系を作り上げた。内藤自身はこれを、古代の『旋式遁甲』とよんでいる。内藤文穏の専門的な著作には「奇門遁甲金函玉鏡」、「奇門遁甲真義」・「奇門遁甲奥義」・「奇門遁甲密義」（上下1巻）・「奇門遁甲秘義」（機関紙の合本等）等がある。もっとも内藤文穏の著作から『旋式遁甲』には、以下の点で古代の奇門遁甲というよりも透派奇門遁甲の影響が強く残っていることが確認できる。
- 立向、坐山の二盤が存在する。
- 局数の体系が立向、坐山ともに透派奇門遁甲そのままである。透派独特の立向の存在や、その局数体系の採用について、内藤文穏 著の『秘伝元空占術』[9]の書籍やその付表等で確認することができる。
- 透派奇門遁甲の特徴である例外盤が存在している。標準的な奇門遁甲では寄宮法を採用しており、原理的に例外盤は発生しない。

また透派遁甲は当初から、『奇門遁甲造作法』等で四柱推命の喜忌による個人差を主張しており、その関係で奇門遁甲、四柱推命の両方で干関係の吉凶象意を共通化していた。しかし、それは一般的ではなく奇門遁甲の干関係

は奇門遁甲独自のものとなっている。武田考玄は透派の干関係を踏襲した。武田考玄著の『極意奇門遁甲玄義』によれば、天地干の関係に基づく吉凶象意である尅応について、ほとんどを透派の干関係の解釈に負っている。ただし武田考玄は『活盤奇門遁甲』、『奇門遁甲全書』の解釈も一部取り込んだという主張をしてはいる。また同じように四柱推命の外格(特別格局)では、子平の喜用の干を使用することで個人差を重視するが、内格（普通格局）の命式に対しては、単純に喜用の干を使用はしないという形で透派遁甲との違いを主張しているが、透派遁甲の影響は色濃く残っている。
もっとも透派掌門である張耀文自身は佐藤六龍と袂を別ってから後の話であるが、講義で子平の喜忌による個人差と奇門遁甲の関係を否定した。

## 関連文献
- 猪野毅「奇門遁甲の基礎的研究」『北海道大学大学院文学研究科研究論集』第10号、北海道大学大学院文学研究科、2010年、161-185頁、ISSN 13470132、NAID 120002695795。